# Sławomir Gurny
Sławomir Gurny (ur. 2 września 1964 w Inowrocławiu, zm. 15 czerwca 2024) – polski lekkoatleta specjalizujący się w biegach długodystansowych.

## Życiorys
Był zawodnikiem Zawiszy Bydgoszcz.
Na mistrzostwach Polskie seniorów zdobył pięć medali: srebrne w biegu przełajowym w 1986 (10 km) i 1990 (10,5 km) oraz półmaratonie w 1992, brązowe w biegu na 3000 metrów z przeszkodami (1986) i biegu na 20 kilometrów (1990).
Reprezentował Polskę na mistrzostwach Europy juniorów w 1983, na których zajął 6. miejsce w biegu na 2000 metrów z przeszkodami, wynikiem 5:38,99, mistrzostwach świata w biegach przełajowych w 1986 (218. miejsce w biegu na 12 km) i 1987 (119. miejsce w biegu na 12 km), zawodach Pucharu Świata w maratonie w 1991, rozegranych w ramach maratonu londyńskiego (18. miejsce, z wynikiem 2:12.39) oraz mistrzostwach świata w 1993 (nie ukończył biegu maratońskiego).
W latach 90. XX wieku startował w biegach ulicznych. Pierwszy raz w maratonie wystąpił 23 czerwca 1990 w Duluth, zajmując 6. miejsce, z wynikiem 2:20.33. Jeszcze w tym samym roku zajął 11. miejsce podczas maratonu berlińskiego, z czasem 2:13,30. W 1991 zajął w maratonie berlińskim 3. miejsce, z czasem 2:11.45, w 1993 był 5. podczas maratonu paryskiego (z czasem 2:11.21), w 1994 7. podczas maratonu w Rotterdamie (z czasem 2:12,31). Wygrywał też (ze słabszymi czasami) maratony w Melbourne (1992), Kawaguchi (1992) i Brugii (1995). Startował do 1997.

## Rekordy życiowe
- bieg na 5000 metrów – 13:49,32 – Sopot 10/08/1986
- bieg na 10 000 metrów – 28:56,82 – Poznań 28/05/1994
- półmaraton – 1:04:02 – Paderborn 29/03/1997
- bieg maratoński – 2:10:38 – Reims 17/10/1993
- bieg na 3000 metrów z przeszkodami – 8:25,09 – St.Denis 11/06/1987